# Coca Nasa
Coca Nasa és un projecte comunitari i indígena del poble nasa a Colòmbia dedicat a l'elaboració i comercialització d'aliments fets a base de fulles de coca (Erythroxylum novogranatense), amb l'objectiu de «reivindicar la planta de coca com un recurs natural i cultural que pot ser explotat econòmicament per les comunitats indígenes». Entre els productes elaborats i comercialitzats es troba la farina de coca, fulles de coca, galetes, aiguardent, vi de coca, rom de coca, pomada de coca, gotes, preparats per a infusions com Nasa Esh's, la beguda energitzant Coca Sek i la cervesa Coca Pola.

## Història
L'any 1997 un grup d'estudiants nasa a Bogotà van decidir iniciar un projecte de reconeixement de l'ús tradicional de la fulla de coca. Posteriorment, el 1999 l'empresa va ser fundada sota la raó social d'Ecoca Ltda i amb el nom de Proyecto Coca Nasa en el Resguardo Indígena de Calderas al departament del Cauca. Aquell any es van iniciar els tràmits per a obtenir el registre sanitari davant de l'Institut Nacional de Vigilància de Medicaments i Aliments (INVIMA) que després va indicar que el registre el podia fer el cabildo atesa l'«autonomia indígena».
El 26 de novembre de 2021 Coca Nasa va rebre un comunicat del despatx d'advocats Brigard Castro que representa l'empresa multinacional The Coca-Cola Company perquè cessés i desistís de l'ús del nom Coca Pola a la cervesa artesanal ja que el seu ús podria confondre's amb la seva gasosa Coca-Cola. Anteriorment, l'any 2006, ja Coca Nasa havia rebut una demanda de The Coca-Cola Company per reclamar els drets de propietat de la paraula Coca a la beguda Coca Sek de l'empresa indígena. Aquesta demanda no va prosperar ja que la defensa per part de Coca Nasa es va centrar a exigir el reconeixement dels drets col·lectius sobre la fulla de coca. Davant la demanda de 2021, Coca Nasa va respondre sol·licitant explicacions sobre per què Coca Cola estava usant el terme «coca» sense autorització i ni consentiment dels pobles originaris nasa i emberà xamí. Aquesta sol·licitud es va realitzar basant-se en la Decisió 486 de Lima, de la Comunitat Andina de Nacions, que estableix que l'ús de noms que tinguin relació amb els pobles indígenes, o amb els seus productes o elements que siguin fonamentals de la seva cultura, estan protegits.